# Podocerus talegus
Podocerus talegus är en kräftdjursart som beskrevs av J. L. Barnard 1965. Podocerus talegus ingår i släktet Podocerus och familjen Podoceridae.

## Underarter
Arten delas in i följande underarter:
- P. t. lawai
- P. t. talegus